# Karpe (musikgruppe)
Karpe (kendt som Karpe Diem fra 2000-2018) en norsk rapgruppe, der blev etableret i 2000. Gruppen består af Magdi Omar Ytreeide Abdelmaguid og Chirag Rashmikant Patel. Gutterne mødtes første gang, da de startede på Oslo Handelsgymnasium i 2000. Gruppen blev stiftet med ønske om at deltage i Ungdommens kulturmønstring (UKM).
Siden har de arbejdet meget inden for norsk hiphop, og i 2004 udkom deres EP "Glasskår". EP’en indeholdt nummeret ”Skjønner Du”, som kom ind på Norges VG liste, og i 2006 var Norge klar til at de mindre kendte drenge, skulle udgive det album, der ville gøre dem til blandt Norges største kendisser. Bortset fra deres beef med den norske rapper Onkel P, er gutterne rigtig meget værdsat af det norske hiphop miljø og de har arbejdet med mange store norske navne som; Son of Light, El Axel, legenden Tommy Tee og Apollo.
I 2009 var gruppen den første modtager af Bendiksenprisen.
Navnet er naturligvis en henvisning til Horats' Carpe diem (grib dagen).

## Historie
Duoen mødtes for første gang i 1998, da begge lavede musik på egen hånd. I år 2000 dannede de Karpe Diem og begyndte at spille koncerter sammen. I 2004 debuterede de med EP'en Glasskår, der lå seks uger på VG-lista Topp20 med 9. pladsen som højeste placering. Debuten blev solgt til et guldpokal.
I 2006 udkom deres første album, Rett fra hjertet, som solgte 18.000 eksemplarer og etablerede Karpe Diem i Norges hiphop-scene. For albummet blev de tildelt Alarmprisen 2007 og de blev nomineret til Spellemannprisen 2006 i klassen hiphop.
I 2008 kom opfølgeren Fire vegger, som solgte over 30.000 eksemplarer og blev det bedst sælgende norsksprogede hiphop-album. Med albummet vandt de også Spellemannprisen i klassen hiphop.
I 2008 kom efterfølgeren Aldri solgt en løgn, som blev det første norske hiphopalbum som nåede førstepladsen på VG-listen. Albummet blev nomineret til Spellemannprisen 2010 i klassen hiphop, og singlen "Ruter" blev nomineret i klassen årets hit. Karpe Diem modtog prisen som Årets spellemann. Karpe Diem blev dermed de første hiphopartister til at blive årets "spellemenn".
Karpe Diem blev i 2010 den første til at modtage Bendiksenprisen, der uddeles af Kulturministeriet. Samme år modtog de også prisen for "Best Norwegian Act" ved MTV Europe Music Awards.
I 2010 modtog Karpe Diem Sigval Bergesen d.y.'s Almennyttige pris. De valgte at bruge præmiepengene på at renovere Røde Kors' ressourcecenter i Groruddalen samt at holde en gratis koncert for de under 18 år på Rockefeller i Oslo.
Sangen "Tusen tegninger" fra albummet Aldri solgt en løgn blev fremført under Nasjonal minneseremoni for 22. juli 2011 i Oslo Spektrum. Karpe Diem vakte opsigt, da de som hindu og muslim opførte sangene «Byduer i dur» og «Tusen tegninger» i Oslo domkirke 30. juli 2011. På et-årsdagen for terrorangrepet 22. juli 2011 fremførte de «Påfugl». For pladen Kors på halsen, Ti kniver i hjertet, Mor og Far i døden modtog de Spellemannprisen 2012 i klassen pop. Rekorden blev også kåret til årets bedste norske rekord for 2012 af vg.no.
I efteråret 2013 blev Karpe Diem tildelt P3-prisen under P3's første prisuddeling, P3 Gull på Sentrum Scene i Oslo. De vandt Spellemannprisen 2015 i kategorien årets musikvideo til «Hvite menn som pusher 50» regissert av Marie Kristiansen. Derudover var sangen «Lett å være rebell i kjellerleiligheten din» nomineret i kategorierne årets sang og årets musikvideo. Duoen modtog to priser under P3 Gull 2016: Årets liveartist og årets sang for «Lett å være rebell i kjellerleiligheten din».
I oktober 2015 lancerede de et nyt visuelt og musikalsk projekt kaldet Heisann Montebello. I alt ni sange, hver med en musikvideo, blev udgivet over en periode på to år. For albummet vandt duoen klasserne «Urban» og «Årets album» ved Spellemannprisen 2016. De var også nomineret i klassen «Tekstforfatter» for samme album og «Årets musikkvideo» for «Den islamske elefanten», instrueret af Thea Hvistendahl.
De tog på klubturné i foråret 2016, inden de i august offentliggjorde, at de i april 2017 ville spille tre koncerter i Oslo Spektrum. De tre udsolgte koncerter udgør kernen i den Thea Hvistendahl-instruerede film Adjø Montebello (The Monkey & The Mouth), hvor liveklip væves sammen med et fiktivt univers i en fortælling om religion, race, orientering og venskab. Filmen havde norsk biografpremiere den 7. december 2017, og blev vist i blot fire dage. Over 50.000 biografgængere forudbestilte billetter, og i premiereweekenden rejste Karpe rundt for at besøge forskellige biografer og se filmen med publikum. Filmen blev nomineret fire gange før Amandaprisen 2018 og vandt i kategorien «Scenografi og produksjonsdesign». Den blev udvalgt til Tallinn Film Festival, CPH PIX Film Festival og Tromsø Internasjonale Film Festival og vandt Kanonprisen for beste produksjonsdesign under Kosmorama Film Festival i Trondheim 2018. Fredag den 21. december blev filmen udgivet digitalt.
I 2019 udgav de albummet SAS PLUS / SAS PUSSY. Udgivelsen blev udgivet som et et-spors lydspil, der varer knap en halv time. For albummet modtog de Spellemannprisen 2019 i kategorien «Årets album» og var desuden nomineret i kategorierne «Urban» og «Årets låtskriver». Mod slutningen af 2019 var der to store og meget forskellige nyheder fra Karpe. De lancerede i alt ti koncerter i Oslo Spektrum i august 2021 (udskudt til 2022 på grund af Covid-19-pandemien), mens de også inviterede 100 heldige fans til en oplevelse, de kaldte SAS Skien. Sidstnævnte fandt sted i Festiviteten i Skien, en historisk bygning med 114 værelser, som Karpe købte i 2018.
Alle, der sikrede sig en billet til en af koncerterne i Spektrum, kunne søge om en unik oplevelse i den mystiske bygning. I oktober 2020 var i alt 100 medlemmer af publikum, fordelt på fem aftener, inviteret til en oplevelse kaldet SAS Skien. Showet var så hemmeligt, at selv Karpes egen familie og venner aldrig nåede at opleve det. Medierne fik ikke adgang, og de inviterede måtte efterlade deres mobiltelefoner uden for bygningen.
I januar 2022 udgav de filmloopen Omar Sheriff på https://omarsheriff.no/, præsenterede med den deres nye EP.
I efteråret 2022 udsolgte Karpe Oslo Spektrum 10 gange, med i alt 110.000 tilskuere. Blandt tilskuerne var det amerikanske magasin Variety, som sammenlignede duoen med Kanye West og The Weeknd.

## Diskografi

### Studiealbummer
- 2006 – Rett fra hjertet
- 2008 – Fire vegger
- 2010 – Kors på halsen, Ti kniver i hjertet, Mor og Far i døden
- 2012 – Aldri solgt en løgn
- 2016 – Heisann Montebello
- 2022 - Omar Sheriff

### EP-er
- 2004 – Glasskår
- 2019 – Sas Plus/Sas Pussy

### Singler
- Piano
- Show

## Eksterne links
- karpe.no – Officiel hjemmeside
- karpediem.blogg.no Arkiveret 14. juli 2006 hos  Wayback Machine – Blog
- karpe-diem.co.nr (Webside ikke længere tilgængelig) – Uofficielt Fan forum
- Karpe-diem.net Arkiveret 16. marts 2007 hos  Wayback Machine – Uofficiel Fanside
- Se musikkvideoen til "Piano" her Arkiveret 6. oktober 2007 hos  Wayback Machine
- Se musikkvideoen til "Show" her Arkiveret 23. oktober 2006 hos  Wayback Machine